# Edgar Schneider
Edgar Schneider (Pforzheim, 17 agosto 1949) è un ex calciatore tedesco, di ruolo attaccante.

## Carriera
Vanta 66 presenze nella prima divisione tedesca, 91 incontri nella seconda divisione tedesca e 7 partite con 3 reti nella Coppa dei Campioni.